# Jewgeni Kirillowitsch Golubew

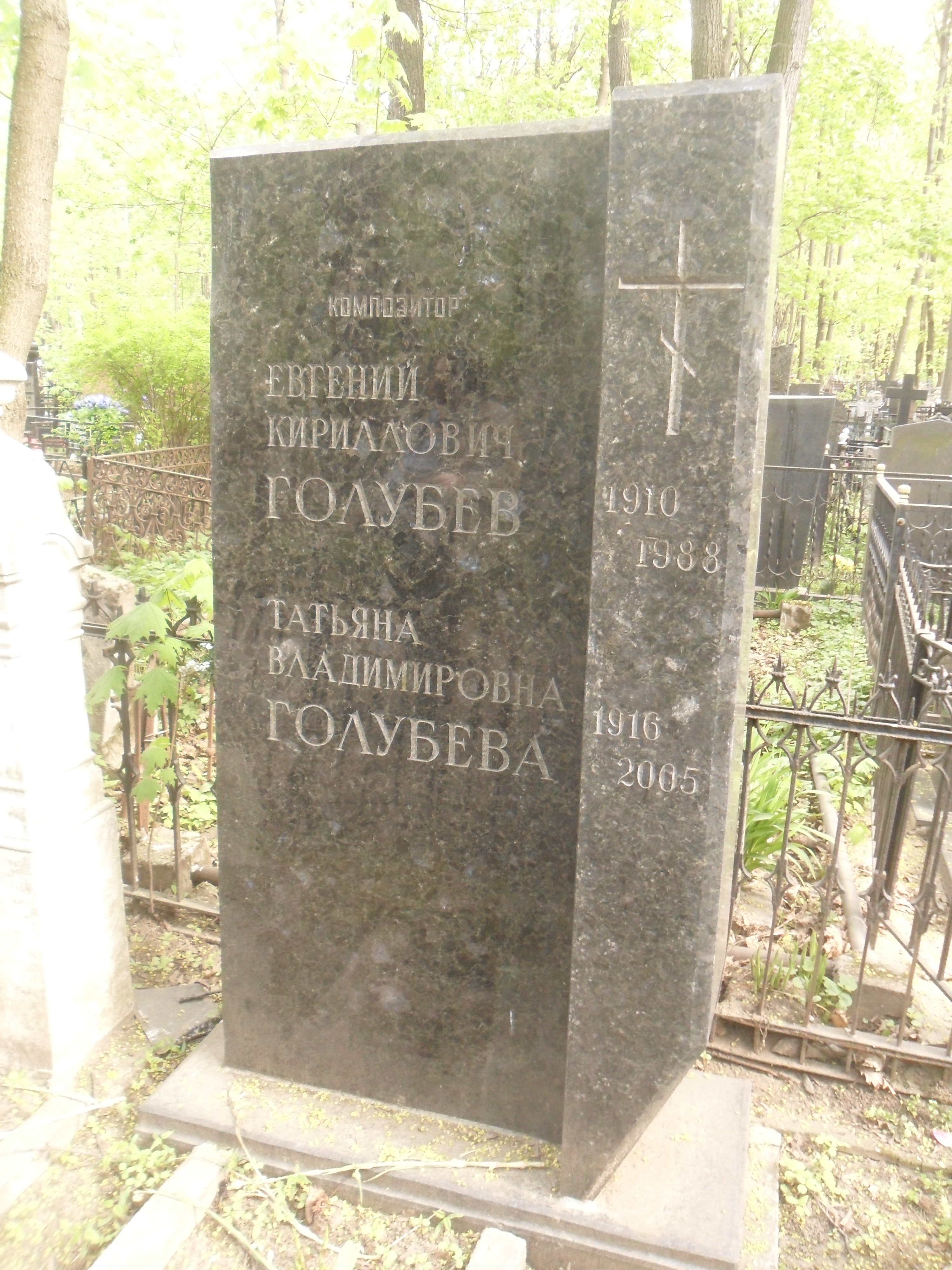
Das Grab Jewgeni Golubews auf dem Moskauer Wwedenskoje-Friedhof

Jewgeni Kirillowitsch Golubew (russisch Евгений Кириллович Голубев; * 3.jul. / 16. Februar 1910greg. in Moskau; † 25. Dezember 1988 ebenda) war ein russischer Komponist.

## Leben
Golubew sammelte seine ersten musikalischen Erfahrungen in einem Kirchenchor. Wegen seiner ungewöhnlichen Begabung wurde er im Alter von neun Jahren Schüler des Gnessin-Instituts, wo er zunächst Klavier-, später auch musiktheoretischen Unterricht (unter anderem Polyphonie bei Genrich Litinski) erhielt. Ab 1931 studierte er am Moskauer Konservatorium Komposition bei Nikolai Mjaskowski. Außerdem nahm er 1935 Privatunterricht bei Sergei Prokofjew.
Im Jahre 1936 schloss er seine Studien mit dem Oratorium „Die Sonnenwende“ nach lappländischen Volkstexten ab. Im Anschluss blieb Golubew am Konservatorium und absolvierte 1938 eine Aspirantur bei Mjaskowski. Von 1937 bis 1959 lehrte er dort selbst Polyphonie, ab 1938 auch Komposition. Im Jahre 1947 erhielt er eine Professur; von 1956 bis 1959 leitete er die Fakultät für Komposition. Als Pädagoge spielte Golubew eine wichtige Rolle; fast alle jungen Komponisten nahmen in jener Zeit Polyphonieunterricht bei ihm. Seiner eigenen Kompositionsklasse entsprang eine Reihe namhafter Komponisten wie Tatjana Nikolajewa, Andrei Eschpai, Alfred Schnittke und Andrei Golowin.
Golubew engagierte sich im Moskauer Komponistenverband und war von 1962 bis 1974 Vorsitzender der Abteilung Klavier bei „Sowetski Kompositor“, dem Musikverlag des sowjetischen Komponistenverbandes. Im Jahre 1961 erhielt er den Orden des Roten Banners der Arbeit, 1966 den Titel „Volkskünstler der RSFSR“ verliehen. Golubew trat auch als Pianist vorwiegend eigener Werke in Erscheinung. Für seine Werke setzte sich unter anderem seine Schülerin Tatjana Nikolajewa als Pianistin ein.

## Tonsprache
Golubews Musiksprache ist tief in der russischen Tradition verwurzelt. Insbesondere der Einfluss seines Lehrers Mjaskowski lässt sich in vielen Werken nachweisen; vor allem hinsichtlich Harmonik, Melos und Rhythmik. Auch die kompositorische Grundhaltung Golubews ähnelt derer Mjaskowskis: von traditionellen Modellen und Formgebungen ausgehend entwickelte er einen eher konservativen, akademisch grundierten Musikstil, der Ernsthaftigkeit und das kompositorische Handwerk in den Vordergrund stellt. Andere Komponisten, auf die sich Golubew bezog, waren zum Beispiel Nikolai Medtner, Anatoli Alexandrow oder Samuil Feinberg.
Ein weiterer, wenngleich weniger stark vernehmbarer Einfluss in Golubews Schaffen ist die Musik des französischen Impressionismus, hier vor allem Maurice Ravels. Diese Linie ist ansatzweise in Golubews Harmonik zu verfolgen, aber auch in den Klangfarben mancher Klavierstücke und besonders in der Kammermusik mit Harfe bemerkbar. In ähnlicher Weise findet sich ebenfalls ein Anknüpfungspunkt an das Schaffen Alexander Skrjabins.
Golubews Schaffen ist stilistisch in sich recht konsistent, lediglich eine leichte Modernisierung im Sinne einer avancierteren Harmonik und freieren Behandlung der Tonalität ist in späteren Werken feststellbar. In der sowjetischen Musikszene nahm Golubew eine Sonderstellung ein; als einer der wenigen Komponisten führte er (vergleichbar höchstens mit Wissarion Schebalin) die Tradition Mjaskowski fort. Die für die meisten sowjetischen Komponisten charakteristischen Einflüsse Schostakowitschs sind seinem Schaffen ebenso fremd wie der seines zeitweiligen Lehrers Prokofjew; auch in die parteinahen Strömungen (etwa Chrennikows) lässt sich Golubew nicht einordnen. Seit dem Ende der Sowjetunion wird Golubew vorwiegend in seiner Funktion als Pädagoge wahrgenommen.

## Werke
- Orchesterwerke
  - Sinfonie Nr. 1 op. 11 (1934, rev. 1950)
  - Sinfonie Nr. 2 op. 17 (1938, rev. 1973)
  - Sinfonie Nr. 3 op. 21bis (1942, rev. 1974)
  - Sinfonie Nr. 4 op. 28 (1947)
  - Sinfonie Nr. 5 a-Moll op. 45 (1960)
  - Sinfonie Nr. 6 op. 51 (1966)
  - Sinfonie Nr. 7 b-Moll op. 67 „Heroische“ (1972)
  - „Odysseus“, Ballett op. 50 (1965)
  - „Die Helden des Oktobers“, sinfonische Dichtung op. 42 (1957)
  - Ukrainische Rhapsodie g-Moll op. 81 (1982)
- Konzerte
  - Klavierkonzert Nr. 1 a-Moll op. 24 (1944)
  - Klavierkonzert Nr. 2 Des-Dur op. 30 (1948)
  - Klavierkonzert Nr. 3 g-Moll op. 40 (1954)
  - Violinkonzert d-Moll op. 56 (1970)
  - Violakonzert op. 57 (1962)
  - Violoncellokonzert d-Moll op. 41 (1956)
- Vokalmusik
  - „Die Sonnenwende“, Oratorium nach einer lappländischen Sage op. 12 (1936, rev. 1980)
  - „Unsterbliche Helden“, Oratorium op. 25 (1946)
  - „Der Tod des Dichters“, Poem für Bariton und Orchester op. 43 (1957)
  - Sechs Chöre nach altrussischen liturgischen Texten op. 88 (1986)
  - Lieder
  - Chöre
- Kammermusik
  - 24 Streichquartette (1931–86)
  - Klavierquintett op. 20 (1938)
  - Quintett für Harfe und Streichquartett c-moll op. 39 (1953)
  - Quartett für zwei Flöten und zwei Harfen op. 49 (1963)
  - Violinsonate op. 37 (1952)
  - Violoncellosonate op. 60 (1972)
  - Trompetensonate Es-Dur op. 36/1 (1951)
- Klaviermusik
  - 10 Sonaten (1930–77)
  - „Ukrainische Rhapsodie“ op. 14 (1936)
  - Triptychon für Klavier oder Orgel op. 85 (1985)
  - kleinere Stücke